# District Council of Coober Pedy
District Council of Coober Pedy is een Local Government Area (LGA) in de Australische deelstaat Zuid-Australië.